# Какучая, Варлам Алексеевич
Варлам Алексеевич Какучая (1905, с. Дранда, Сухумский округ, Кутаисская губерния — 16 апреля 1982, Москва) — советский деятель госбезопасности, генерал-майор. Депутат Верховного Совета СССР 2 созыва.

## Биография
Родился в семье крестьянина-середняка. Грузин.
В 1917 году окончил 2-классное училище в Сухумском округе, в 1925 году — педагогический техникум в Сухуми. В сентябре 1925 — августе 1926 года преподавал в школе 1-й ступени в с. Мерхеули.
В сентябре 1926 года поступил на экономический факультет Тифлисского университета. В ноябре 1927 года оставил учёбу, работал секретарем отдела Учраспреда, заведующим личным столом Закавказского транспортного потребительского общества в Тифлисе. В апреле 1928 года вернулся в университет, учился до октября 1929 года. Затем работал управделами Колхозцентра Грузинской ССР (октябрь — декабрь 1929 г.), секретарем агитмассового отдела ЦК КП(б) Грузии (январь — март 1930 г.)

### В органах госбезопасности
В органах внутренних дел и госбезопасности: с марта 1930 года был помощником уполномоченного Тифлисского РО ГПУ в с. Караязы, с мая 1931 г. — начальник Караязского, с 1937 г. — Зугдидского РО ГПУ-НКВД. Начиная свою чекистскую карьеру в Зугдиди, Какучая прославился «фирменными» пытками. Он, в частности, заставлял арестованных несколько часов кряду стоять на холоде, надев им на шеи покрышки от грузовых автомобилей.
С 1938 г. — помощник начальника отдела УГБ НКВД Грузинской ССР.
В октябре 1938 года Какучая был назначен первым секретарём Потийского горкома КП(б) Грузинской ССР, но пробыл на этом посту всего два месяца, уже в декабре 1938 года вернувшись в НКВД.
Занимал должность помощника начальника следственной части НКВД СССР (29 декабря 1938 — 2 апреля 1939 г.)
Нарком внутренних дел Абхазской АССР (10 мая 1939 — 26 февраля 1941 г.).
Сотрудник НКВД Абхазии Ражден Гангия в 1954 году показывал, что Какучая предложил ему разыскать на Михайловском кладбище останки Нестора Лакоба и перенести их в район Маяка, что и было сделано. По постановлению Какучая от 10 июля 1940 года был арестован Б. В. Астромов-Кириченко.
В декабре 1940 года Какучая был назначен первым заместителем наркома внутренних дел Грузинской ССР, а с 26 февраля 1941 года занял пост наркома внутренних дел Грузинской ССР (26 февраля — 31 июля 1941 г.), а с 15 августа 1941 по 3 октября 1941 года он снова заместитель наркома.

### Партизанское управление НКВД
Заместитель начальника 2-го отдела НКВД СССР Павла Судоплатова (3 октября 1941 — 18 января 1942 г.). 18 января 1942 на базе отдела было развернуто 4-е Управление НКВД с теми же функциями, и Какучая стал заместителем начальника 4-го Управления НКВД СССР Павла Судоплатова (18 января 1942 — 7 мая 1943 г.). Начальник 2-го отдела 4-го Управления НКВД СССР (1 июня 1942 — 7 мая 1943 г.). Задачей 2-го отдела являлось создание агентуры НКВД на оккупированной немцами территории СССР.
18 августа 1942 года вместе с Берией и группой высокопоставленных грузинских чекистов вылетел в Тбилиси, где в то время в результате немецкого наступления на Кавказ сложилась сложная обстановка.
По словам Левана Долидзе, Какучая «на защиту [Кавказских] перевалов поднял все население горной Сванетии».

### В Северной Осетии
Нарком — министр госбезопасности Северо-Осетинской АССР (с 7 мая 1943 по 26 марта 1947 года)
Первое время, пользуясь своим одиночеством, будущий нарком ВД Абхазии каждый вечер устраивал у себя на квартире оргии. Но когда в столицу северной Осетии переехала семья Варлама, ему пришлось несколько охладить донжуанский пыл. Тогда Какучая переводит из камеры предварительного заключения во внутреннюю тюрьму НКВД девицу по фамилии Кюрс, которая подозревается в убийстве родной тети. Труп тети по приказу Какучая тайно предают земле, а Варлам целый месяц наслаждается с арестанткой у себя в кабинете. Но вести о «тюремном романе» просачиваются и сквозь толстые стены НКВД. И Какучая ничего не остается, как избавиться от любовницы. Он быстро сфабриковал ей политическую статью, и Кюрс расстреляли в подвале владикавказской каталажки.
В 1944 году с ведома Какучая был арестован гражданин Басиев, которого убил на допросе следователь Ханушян; после этого Какучая и Ханушян сфабриковали дело на Басиева и составили фиктивный акт о его естественной смерти.
29 декабря 1944 года Какучая и Дроздов сообщили о ликвидации Хасана Исраилова.
Впоследствии Какучая обвинялся в причастности к незаконному аресту в Северной Осетии 321 человек.
Оставаясь на посту министра госбезопасности Северо-Осетинской АССР, Какучая находился в командировке в Берлине, где был заместителем Уполномоченного НКВД-МВД СССР в Германии И. А. Серова (10 октября 1945 — сентябрь 1946 г.). Согласно шифротелеграмме Абакумова Сталину от 13 сентября 1946 года, группа оперативных работников МГБ СССР, возглавляемая генерал-майором Какучая, вела работу по эмиграции.
Постановлением СНК СССР № 1663 от 9 июля 1945 года В. А. Какучая было присвоено звание генерал-майора.

### Дальнейшая служба
- В распоряжении Управления кадров МГБ СССР (26 марта — 13 августа 1947 г.)
- Заместитель начальника УМГБ по Новосибирской области (13 августа 1947 — 31 октября 1951 г.)
- В распоряжении 1-го Управления — ПГУ МГБ СССР (31 октября 1951 — 25 марта 1952 г.)
- Заместитель начальника УМГБ по Ростовской области (25 марта 1952 — 16 марта 1953 г.)

Министр внутренних дел Грузинской ССР (с 21 марта по 10 апреля 1953 г.) Берия описывал обстоятельства этого кратковременного назначения следующим образом:
Вначале был назначен министром внутренних дел Грузии Какучая, вместо заболевшего Кочвовашвили. Подыскивали ему зама, который бы ему крепко помогал, так как боялись, что он не поднимет работу. В этот период, спустя две-три недели после назначения Какучая, при подборе кандидатуры на заместителя министра в Грузию на совещании в Министерстве внутренних дел кто-то назвал кандидатуру Деканозова. Считая Деканозова сильнее Какучая как работника, я вошел с предложением о назначении Деканозова министром внутренних дел Грузии.Л.П. Берия
Начальник УКР МВД Закавказского Военного Округа (10 апреля — 5 июля 1953 г.)

### Осуждение
5 июля 1953 года арестован. Арестованный Хазан показал, что Какучая входил в число приближенных и доверенных лиц Берии.
Обвинён в причастности к незаконному аресту в Северной Осетии 321 чел. Также он обвинялся и в отправке осенью 1943 года и в начале 1945 года (будучи наркомом госбезопасности Северной Осетии) двух вагонов из подсобного хозяйства НКГБ с продуктами, фруктами и вином для Л. П. Берии, Б. З. Кобулова, В. Н. Меркулова, Л. Ф. Цанавы и других руководителей Лубянки. Осенью 1943 года, при отъезде Богдана Кобулова в Москву, Какучая отправил с ним вагон с мясом, медом, фруктами, арбузами, вареньем и пр. — с подсобных хозяйств МВД, СНК и обкома. В начале 1945 года он отправил в Москву вагон с бараньими тушами, фруктами, медом, вином, вареньем, доставленными затем в ресторан «Арагви», откуда продукты были распределены между Берией, Кобуловым, Меркуловым, Цанавой и др. чиновниками госбезопасности.
17 июля 1956 года приговорён военным трибуналом Закавказского военного округа к 15 годам лишения свободы по ст. 58-7, 58-2 УК РСФСР. Отбывал наказание в ИТЛ в Мордовской АССР, освобождён 4 июля 1968 года по отбытии срока. Не реабилитирован.
Скончался 16 апреля 1982 года в Москве.

## Семья
- Сын — Ольвар Варламович Какучая, главный редактор программы Время на советском телевидении.
- Дочь — Ламара Варламовна Пипумова, врач-кардиолог

## Награды
- три ордена Красного Знамени (№ 48962 13 декабря 1942 г., № 7760 8 марта 1944 г., № 349412 24 ноября 1950 г.),
- орден Кутузова II степени (№ 1320 24 февраля 1945 г.),
- орден Трудового Красного Знамени (№ 7877, 24 февраля 1941 г.),
- два ордена Красной Звезды (№ 10433, 26 апреля 1940 г., № 1974384, 4 декабря 1945 г.),
- орден «Знак Почёта» (№ 15257, 28 ноября 1941 г.),
- нагрудный знак «Заслуженный работник НКВД» (28 января 1944 г.),
- 6 медалей.